# Ferdinand Birkner
Ferdinand Birkner (* 28. Dezember 1868 in München; † 29. Dezember 1944 ebenda) war ein deutscher Prähistoriker.

## Leben
Nach dem Abitur am Wilhelmsgymnasium München im Jahre 1888 studierte er an der Universität München katholische Theologie. Er wurde 1893 zum katholischen Priester geweiht. 1900 wurde er Subdiakon der Hofkirche St. Michael in München, 1910 auf eigenen Wunsch dieses Amtes enthoben.

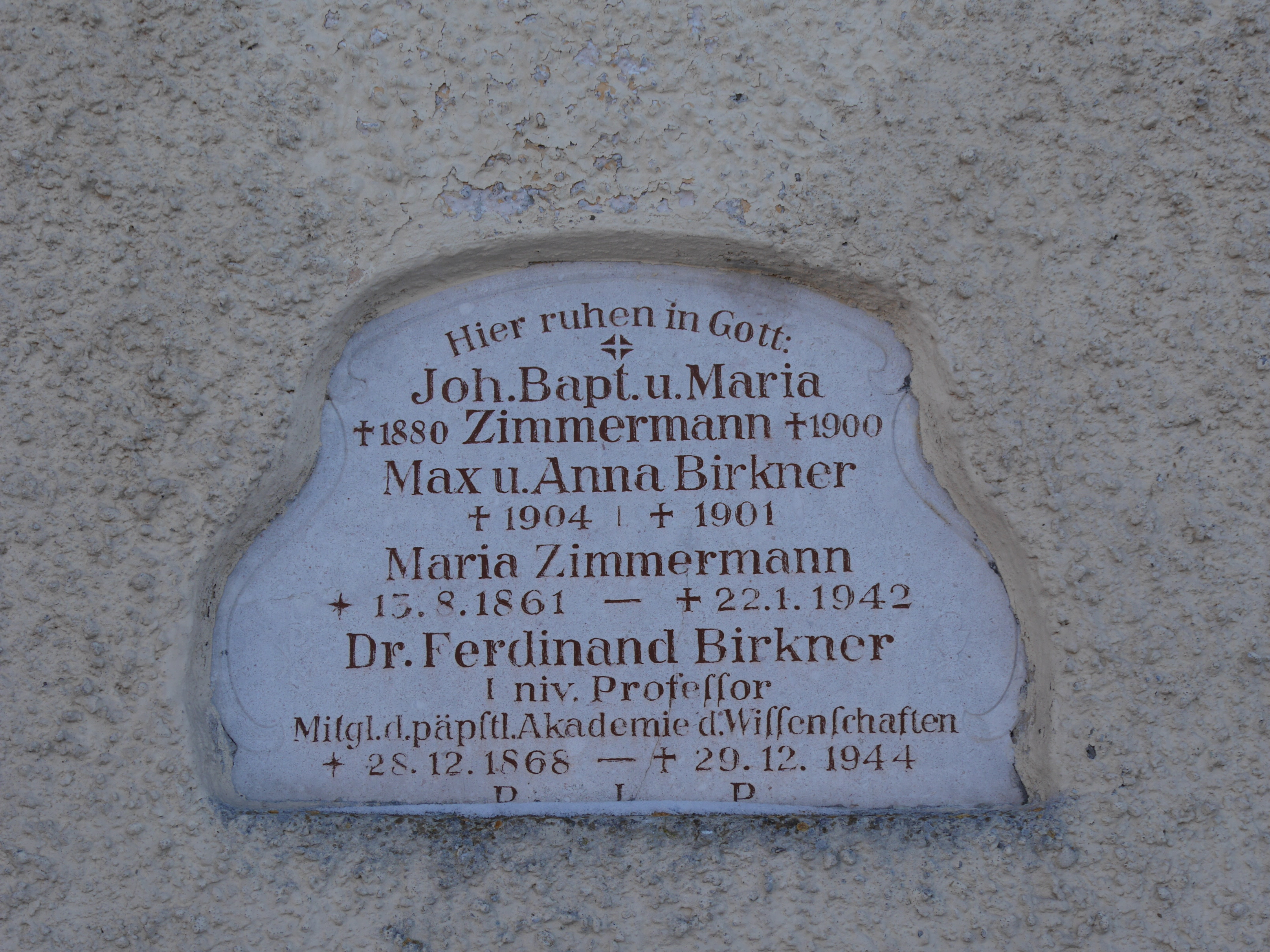
Grabstein von Ferdinand Birkner in Glonn

Ab 1893 studierte er Anthropologie an der Universität München und wurde 1894 bei Johannes Ranke promoviert. 1897 legte er die Lehramtsprüfung ab. Ab 1898 war er Assistent von Johannes Ranke an der Anthropologisch-prähistorischen Staatssammlung. Er habilitierte sich 1904 für Anthropologie und Urgeschichte und wurde 1909 außerordentlicher Professor. Ab 1914 leitete Birkner die Kommission für Höhlenforschung in Bayern, und ab 1917 die prähistorische Abteilung der anthropologisch-prähistorischen Staatssammlung, die 1927 mit Birkner als Leiter (seit 1930 mit dem Titel Direktor) zur unabhängigen Prähistorischen Staatssammlung wurde. 1934 ging er in Pension, bis 1936 lehrt er noch an der Universität. Während dieser Zeit traf er u. a. mit Hugo Obermaier und Paul Wernert zusammen. 
In den Jahren 1912 bis 1913 nahm er an den Ausgrabungen in der Klausenhöhle bei Essing teil.
Birkner verfasste zahlreiche wissenschaftliche Aufsätze zu alt-, mittel- und jungsteinzeitliche Themen. Auf ihn wird der Begriff Pollinger Gruppe und Oberlauterbacher Gruppe zurückgeführt (1936).
Im Jahr 1907 wurde er als Mitglied in die Gelehrtenakademie Leopoldina gewählt.
Begraben ist Birkner am Pfarrfriedhof in Glonn (Lkr. Ebersberg). Sein Grabstein befindet sich an der nördlichen Choraußenwand.

## Publikationen (Auswahl)
- Beiträge zur Anthropologie der Hand. Dissertation München 1895.
- Beiträge zur Rassenanatomie der Chinesen. In: Archiv für Anthropologie 4, 1905, S. 1–40 (Habilitationsschrift).
- Die Rassen und Völker der Menschheit (= Der Mensch aller Zeiten. Natur und Kultur der Völker aller Erde. Bd. 2). Allgemeine Verlags-Gesellschaft, Berlin u. a. 1913.
- Die eiszeitliche Besiedlung des Schulerloches und des unteren Altmühltales (= Abhandlungen der Königlich-Bayerischen Akademie der Wissenschaften. Mathematisch-physikalische Klasse. Band 28, Abhandlung 5). Verlag der Königlich-Bayerischen Akademie der Wissenschaften, München 1916.
- Ur- und Vorzeit Bayerns. Knorr & Hirth, München 1936.